# Cephalonega
Cephalonega – jeden z mniej znanych rodzajów zwierząt zaliczanych do fauny ediakarskiej. Opisany przez Michaiła Fedonkina w 1976 roku (pierwotnie pod nazwą rodzajową Onega) i zaliczony do typu Proarticulata w 1985 roku. Pierwotna nazwa rodzajowa upamiętnia rosyjski półwysep Onega, gdzie dokonano odkrycia. Ponieważ nazwę Onega nosi już rodzaj owada opisany w 1908 roku, w 2019 roku dla ediakarańskiego zwierzęcia ustanowiono nową nazwę rodzajową Cephalonega. Należący do tego rodzaju gatunek Cephalonega stepanovi nazwano na cześć prof. V. A. Stepanowa, odkrywcy pierwszych skamieniałości ediakariańskich w tym rejonie w 1972 roku
Zwierzę miało niewielki rozmiary, osiągało do 1 cm długości, miało owalny kształt.